# Audrey Albié
Audrey Albié (24 ottobre 1994) è una tennista francese.

## Carriera
In carriera si è aggiudicata 5 titoli in singolare e 4 titoli in doppio nel circuito ITF. In singolare ha raggiunto la 221ª posizione il 27 febbraio 2023, mentre in doppio la 228ª il 28 febbraio 2022.

## Statistiche ITF

### Singolare

#### Vittorie (5)
| Torneo $100.000 (0) |
| Torneo $80.000 (0)  |
| Torneo $75.000 (0)  |
| Torneo $60.000 (0)  |
| Torneo $50.000 (0)  |
| Torneo $40.000 (0)  |
| Torneo $25.000 (2)  |
| Torneo $15.000 (3)  |
| Torneo $10.000 (0)  |

| N. | Data             | Torneo                                                               | Superficie      | Avversaria in finale | Punteggio        |
| 1. | 12 marzo 2017    | Internationaux Féminins d'Amiens, Amiens                             | Terra rossa (i) | Camilla Rosatello    | 6–3, 6–4         |
| 2. | 9 aprile 2017    | Open GDF SUEZ de Bourgogne, Digione                                  | Cemento (i)     | Anastasija Zaryc'ka  | 6–4, 0–6, 7–6(5) |
| 3. | 19 gennaio 2020  | Open ASPTT Martinique, Fort-de-France                                | Cemento         | Marine Partaud       | 6–3, 6-4         |
| 4. | 20 novembre 2022 | Tournoi International De Tennis Féminin Saint-Étienne, Saint-Étienne | Cemento (i)     | Émeline Dartron      | 6-4, 3-0, rit.   |
| 5. | 12 maggio 2024   | Torneig Internacional Femení Platja d'Aro 365, Castell-Platja d'Aro  | Terra rossa     | Caroline Werner      | 2-6, 6-4, 7-5    |

#### Sconfitte (9)
| Torneo $100.000 (0) |
| Torneo $80.000 (0)  |
| Torneo $75.000 (0)  |
| Torneo $60.000 (2)  |
| Torneo $50.000 (0)  |
| Torneo $40.000 (1)  |
| Torneo $25.000 (2)  |
| Torneo $15.000 (2)  |
| Torneo $10.000 (2)  |

| N. | Data             | Torneo                                                 | Superficie  | Avversaria in finale | Punteggio        |
| 1. | 31 gennaio 2016  | Hammamet Open, Hammamet                                | Terra rossa | Anastasia Grymalska  | 6(3)-7, 1-6      |
| 2. | 7 febbraio 2016  | Hammamet Open, Hammamet                                | Terra rossa | Angelica Moratelli   | 6(3)-7, 4-6      |
| 3. | 16 aprile 2017   | Hammamet Open, Hammamet                                | Terra rossa | Panna Udvardy        | 6-1, 4-6, 3-6    |
| 4. | 15 ottobre 2017  | Open GDF Suez de Cherbourg-en-Cotentin                 | Cemento (i) | Myrtille Georges     | 4-6, 6-3, 5-7    |
| 5. | 27 gennaio 2019  | Open GDF SUEZ 42, Andrézieux-Bouthéon                  | Cemento (i) | Rebecca Šramková     | 2-6, 7-6(4), 2-6 |
| 6. | 14 aprile 2019   | Ladies Open Zilia de Calvi, Calvi                      | Cemento     | Anastasija Komardina | 3-6, 2-6         |
| 7. | 29 gennaio 2023  | Engie Open Andrézieux-Bouthéon 42, Andrézieux-Bouthéon | Cemento (i) | Océane Dodin         | 6-3, 2-6, 5-7    |
| 8. | 25 febbraio 2024 | Magic Hotel Tours by FTT, Monastir                     | Cemento     | Tereza Valentová     | 2-6, 1-6         |
| 9. | 3 marzo 2024     | Engie Open Mâcon, Mâcon                                | Cemento (i) | Harmony Tan          | 2-6, 0-6         |

### Doppio

#### Vittorie (4)
| Torneo $100.000 (0) |
| Torneo $80.000 (0)  |
| Torneo $75.000 (0)  |
| Torneo $60.000 (0)  |
| Torneo $50.000 (0)  |
| Torneo $40.000 (0)  |
| Torneo $25.000 (1)  |
| Torneo $15.000 (2)  |
| Torneo $10.000 (1)  |

| N. | Data             | Torneo                                    | Superficie  | Compagna          | Avversarie in finale                  | Punteggio            |
| 1. | 17 febbraio 2014 | Open GDF SUEZ de la Ville de Macon, Mâcon | Cemento (i) | Kinnie Laisné     | Federica Di Sarra Camilla Rosatello   | 6–3, 2–6, [10–8]     |
| 2. | 24 dicembre 2017 | Hammamet Open, Hammamet                   | Terra rossa | Mathilde Armitano | Claudia Giovine Giorgia Marchetti     | 6–2, 6–4             |
| 3. | 18 gennaio 2020  | Open ASPTT Martinique, Fort-de-France     | Cemento     | Marine Partaud    | Alexandra Riley Jamilah Snells        | 6–2, 7-6(3)          |
| 4. | 28 febbraio 2020 | Open GDF SUEZ de la Ville de Macon, Mâcon | Cemento (i) | Marine Partaud    | Miriam Bianca Bulgaru Estelle Cascino | 3-6, 7-6(3), [12-10] |

#### Sconfitte (10)
| Torneo $100.000 (0) |
| Torneo $80.000 (1)  |
| Torneo $75.000 (0)  |
| Torneo $60.000 (0)  |
| Torneo $50.000 (0)  |
| Torneo $40.000 (0)  |
| Torneo $25.000 (4)  |
| Torneo $15.000 (0)  |
| Torneo $10.000 (5)  |

| N.  | Data              | Torneo                                                                     | Superficie  | Compagna        | Avversarie in finale                       | Punteggio           |
| 1.  | 25 gennaio 2014   | Tournoi International Féminin Open de la Ville de Petit-Bourg, Petit-Bourg | Cemento     | Manon Peral     | Hsu Ching-wen Wendy Zhang                  | 5-7, 0-6            |
| 2.  | 20 aprile 2014    | Forte Village International Tournament, Pula                               | Terra rossa | Manon Peral     | Stefana Andrei Andreea Mitu                | 6(5)-7, 2-6         |
| 3.  | 17 gennaio 2015   | GD Tennis Cup, Adalia                                                      | Terra rossa | Alice Bacquié   | Anne Schäfer Lenka Wienerová               | 4-6, 4-6            |
| 4.  | 18 aprile 2015    | ITF Women's Circuit Port El Kantaoui, Port El Kantaoui                     | Cemento     | Carla Touly     | Alice Bacquié Estelle Cascino              | 3–6, 6–4, [5–10]    |
| 5.  | 17 dicembre 2016  | Hammamet Open, Hammamet                                                    | Terra rossa | Jade Suvrijn    | Tamara Čurović Jelena Simić                | w/o                 |
| 6.  | 24 febbraio 2018  | Circuito Feminino Future de Tênis, Curitiba                                | Terra rossa | Harmony Tan     | Hsu Chieh-yu Marcela Zacarías              | 0–6, 3–6            |
| 7.  | 17 aprile 2021    | Ladies Open Calvi, Calvi                                                   | Cemento     | Léolia Jeanjean | Lina Ǵorčeska Amandine Hesse               | 5-7, 4-6            |
| 8.  | 10 settembre 2021 | Open International de Saint-Palais-sur-Mer, Saint-Palais-sur-Mer           | Terra rossa | Léolia Jeanjean | Anna Danilina Valerija Strachova           | 7-6(7), 2-6, [4-10] |
| 9.  | 31 ottobre 2021   | Internationaux Féminins de la Vienne, Poitiers                             | Cemento (i) | Léolia Jeanjean | Mariam Bolkvadze Samantha Murray Sharan    | 6(5)-7, 0-6         |
| 10. | 12 febbraio 2022  | TBC Porto Open, Porto                                                      | Cemento (i) | Léolia Jeanjean | Valentini Grammatikopoulou Quirine Lemoine | 2-6, 3-6            |